# Regina Werner-Dietrich
Regina Werner-Dietrich (* 9. April 1950 in Zwickau als Regina Werner) ist eine deutsche Sängerin (Sopran) und Gesangspädagogin. Sie ist emeritierte Professorin für klassischen Gesang an der Hochschule für Musik und Theater „Felix Mendelssohn Bartholdy“ Leipzig.

## Leben
Regina Werner wuchs in einer musikalischen Familie auf, ihr Vater war Kapellmeister. Sie besuchte von 1964 bis 1968 die Leipziger Thomasschule und studierte anschließend bis 1973 an der Hochschule für Musik Leipzig bei Eva Fleischer. Beim Internationalen Johann-Sebastian-Bach-Wettbewerb 1972 gewann sie den 2. Preis. Von 1974 bis 1987 war Werner Solistin beim Gewandhausorchester, das in dieser Zeit von Kurt Masur geleitet wurde. Sie trat regelmäßig im Gewandhaus auf, sowohl im Rahmen der Großen Konzerte als auch zu Liederabenden. In der Thomaskirche sang sie mit dem Thomanerchor insbesondere Kantaten und Oratorien von Johann Sebastian Bach. Mit Gewandhausorchester und Thomanerchor ging sie auf Konzertreisen in Europa und Ostasien.
Als Gast sang sie u. a. an der Komischen Oper Berlin, Oper Leipzig und Semperoper in Dresden. Zu ihrem Opern- und Operettenrepertoire gehörten Susanna in Figaros Hochzeit, die Königin der Nacht in der Zauberflöte, Marzelline in Fidelio, Norina in Don Pasquale, Gilda in Rigoletto, Adele in der Fledermaus und Sophie im Rosenkavalier. Sie wirkte an Rundfunk-, Fernseh- und Tonträgeraufnahmen mit, u. a. den Gesamteinspielungen der Händel-Oratorien Semele, Der Messias und Salomo sowie Haydns Die Schöpfung mit dem Rundfunk-Sinfonieorchester Berlin für das Label Eterna. Sie trägt den Ehrentitel Kammersängerin.
Nachdem sie bereits einen Lehrauftrag an der Hochschule für Musik „Felix Mendelssohn-Bartholdy“ Leipzig hatte, wurde sie 1987 als Dozentin fest angestellt und 1993 zur Professorin ernannt. Zeitweilig war sie Dekanin des Fachbereichs I der Hochschule. Daneben gab sie nationale und internationale Meisterkurse, u. a. am Pariser Konservatorium (CNSMDP) und an der Maîtrise de Notre-Dame de Paris. Zu ihren Schülerinnen zählen Eun Yee You, Mandy Fredrich, Diana Schnürpel, Nadja Mchantaf, Olena Tokar und Elsa Dreisig. Anlässlich ihrer Emeritierung zeichnete die Leipziger Musikhochschule Werner-Dietrich 2015 mit einer Ehrenprofessur aus. Auch nach der Emeritierung führte sie ihren jährlichen, stark frequentierten Operettenkurs fort.

## Diskographie (Auswahl)
- 1974: Joseph Haydn, Die Schöpfung. Mit Rundfunk-Sinfonieorchester Berlin, Rundfunkchor Berlin, Helmut Koch, Heidi Rieß, Peter Schreier, Theo Adam.
- 1974: Georg Friedrich Händel, Semele. Mit Rundfunk-Sinfonieorchester Berlin, Rundfunkchor Berlin, Helmut Koch, Eberhard Büchner, Siegfried Lorenz, Fritz Hübner, Gisela Pohl.
- 1975: Georg Friedrich Händel, Der Messias. Mit Rundfunk-Sinfonieorchester Berlin, Rundfunkchor Berlin, Helmut Koch, Heidi Rieß, Peter Schreier, Theo Adam.
- 1975: Johann Sebastian Bach, Kantaten Wir danken dir, Gott und Preise, Jerusalem, den Herrn. Mit Thomanerchor, Gewandhausorchester, Hans-Joachim Rotzsch, Heidi Rieß, Hermann Christian Polster.
- 1975: Johann Sebastian Bach, Kantaten Durchlauchtster Leopold und Erhöhtes Fleisch und Blut. Mit Thomanerchor, Gewandhausorchester, Hans-Joachim Rotzsch, Heidi Rieß, Siegfried Lorenz, Hermann Christian Polster.
- 1978: Johann Sebastian Bach, Kantaten Gottes Zeit ist die allerbeste Zeit und Ach wie flüchtig, ach wie nichtig. Mit Thomanerchor, Gewandhausorchester, Hans-Joachim Rotzsch, Rosemarie Lang, Peter Schreier, Dieter Weimann, Hermann Christian Polster.
- 1981: Georg Friedrich Händel, Salomo. Mit Rundfunk-Sinfonieorchester Berlin, Rundfunkchor Berlin, Heinz Rögner, Marga Schiml, Eva-Maria Bundschuh, Helga Termer, Sibylle Suske, Eberhard Büchner, Hermann Christian Polster.